# Seznam osebnosti iz Občine Veržej
Seznam osebnosti iz Občine Veržej vsebuje osebnosti, ki so se tu rodile, delovale ali umrle.
Občina Veržej ima 3 naselja: Banovci, Bunčani, Veržej.

## Šolstvo
- Bogomir Lojk (1919, Črniče - ?), učitelj, kulturni delavec
- Tomaž Pušenjak (1861, Bunčani – 1920, Cven), šolnik

## Religija
- Jozafat Ambrožič (1903, Krnica – 1970, Jeruzalem), misijonar, duhovnik, redovnik, frančiškan
- Karel Ceglar (1912, Stična – 1999, Ljubljana), duhovnik, izseljenski organizator
- Stanko Ceglar (1915, Križevska vas – 1994, Hamilton, Ontario), duhovnik, klasični filolog, medievist
- France Cigan (1908, Žižki – 1971, Ljubljana), duhovnik, zborovodja, učitelj, vzgojitelj
- Ivan Delpin (1905, Podgora – 1993, Pliskovica), pesnik, duhovnik
- Valter Dermota (1915, Gornja Radgona – 1994, Trstenik), teolog, pedagog, katehetski strokovnjak
- Mihael Jerič (1909, Dokležovje – 1980, Radenci), duhovnik, publicist, urednik
- Jožef Kerec (1892, Prosečka vas – 1974, Veržej), misijonar
- Franc Kovačič (1867, Veržej – 1939, Maribor), teolog, duhovnik, zgodovinar, konzistorialni svetnik
- Vinko Lovšin (Jurjevica, 1895 – 1953, Buenos Aires), glasbenik, duhovnik, redovnik, salezijanec Josip
- Jožef Malič (1884, Peč – 1972, Este), redovnik, duhovnik, salezijanec, misijonar
- Silvester Mihelič (1905, Trst – 1981, Tinje), ljudski misijonar, glasbenik, glasbeni vzgojitelj, duhovnik, redovnik, salezijanec
- Ladislav Milharčič 1909, Hruševje – 1936, Barranco), filozof, salezijanec
- Matej Slekovec (1846, Kunova – 1903, Ljubljana), zgodovinar, duhovnik
- Anton Stranjšak (1810, Bučkovci – 1881, Veržej), narodni buditelj, duhovnik

## Politika
- Franc Bajlec (1902, Bogojina – 1991, Buenos Aires), politik, pravnik, publicist
- Josip Mursa (1864, Krapje – 1948, Krapje, lokalni politik, gospodar
- Matija Prelog (1813, Hrastje-Mota – 1872, Maribor), politik, zdravnik

## Znanost
- Tone Ferenc (1927, Veržej – 2003, Ljubljana), zgodovinar
- Franci Just (1959, Podgrad, Gornja Radgona - ), urednik, publicist, literarni zgodovinar
- Jelka Pšajd (1973, Kranj - ), etnologinja, muzejska svetovalka
- Janko Pučnik (1916, Tepanje – 1982, Ljubljana), geograf, meteorolog

## Zdravstvo
- Rafael Ferdinand Hussian (1801, Veržej – 1869, Dunaj), zdravnik, kirurg, porodničar
- France Tiplič (1869, Veržej – 1918, Lenart v Slovenskih Goricah), zdravnik, narodni delavec

## Informiranje
- Jože Zorn (1907, Loka pri Zidanem Mostu – 1977, Ljubljana, novinar, prosvetni delavec

## Umetnost in kultura
- Boris Bunec (1965, Murska Sobota - ), glasbenik, ljubiteljski slikar, pisatelj, zdravstveni organizator
- Josip Freuensfeld (1861, Radenski Vrh – 1893, Praga), pesnik
- Marijan Kos (1909, Videm – 1973, Trst), operni pevec
- Lojze Novak (1927, Murski Črnci – 1986, Buenos Aires), literarni kritik, pesnik pisatelj
- Zdravko Ocvirk (1908, Krmin – 1957, Trst), pesnik, dramatik, igralec
- Slavko Osterc (1895, Veržej – 1941, Ljubljana), glasbenik, skladatelj, glasbeni pedagog
- Janko Rakuša (1901, Mihalovci – 1945, Zagreb), gledališki igralec
- Josip Valjavec (1879, Leše – 1959, Ljubljana), nabožni pisec, leksikograf, duhovnik
- Lojze Veberič (1936, Selišči - ), slikar kipar samouk